# Transferencia de la soberanía de Macao
La transferencia de la soberanía de Macao de Portugal a China ocurrió el 20 de diciembre de 1999.

## Rescisión del contrato de arrendamiento
Macao fue alquilado por comerciantes portugueses en 1557, durante la dinastía Ming y posteriormente estuvo bajo varios grados de alquiler portugués hasta 1999. La participación de Portugal en la región fue reconocida formalmente por la dinastía Qing en 1749. El gobernador portugués João Maria Ferreira do Amaral, envalentonado por la Primera Guerra del Opio y el Tratado de Nanking, intentó anexar el territorio, expulsando a las autoridades Qing en 1846, pero fue asesinado. La soberanía de Macao siempre permaneció en China, ya que las negociaciones incluyeron un contrato de arrendamiento por el que Portugal paga un alquiler a China. Después de la Segunda Guerra del Opio, el gobierno portugués, junto con un representante británico, firmó el Tratado Sino-Portugués de Pekín de 1887 con la condición de que Portugal cooperara en los esfuerzos para acabar con el contrabando de opio. Portugal apoyado por los británicos y las guerras del opio dejó de pagar el alquiler de Macao a China.
Después de la fundación de la República Popular China en 1949 y la Resolución 2758 de la Asamblea General de las Naciones Unidas de 1971, sobre el asiento de China a la República Popular China, el entonces Ministro de Relaciones Exteriores Huang Hua apeló al Comité de Descolonización de la ONU para sacar a Macao (y Hong Kong) de su lista de colonias, prefiriendo negociaciones bilaterales que terminen en la devolución del territorio, en lugar de la independencia del territorio como implicaba su inclusión en la lista.
El 25 de abril de 1974, un grupo de oficiales portugueses de izquierda organizó un golpe de estado, la Revolución de los claveles, derrocando la dictadura de derecha que había estado en el poder durante 48 años. El nuevo gobierno comenzó a hacer la transición de Portugal a un sistema democrático y se comprometió con la descolonización. El gobierno llevó a cabo políticas para rescindir el contrato de arrendamiento y propuso la entrega de Macao a China en 1978. El gobierno chino rechazó esta propuesta, creyendo que una transferencia temprana de Macao afectaría las relaciones con la colonia británica de Hong Kong.
El 31 de diciembre de 1975, el gobierno portugués retiró las tropas restantes de Macao. El 8 de febrero de 1979, el gobierno portugués decidió romper relaciones diplomáticas con la República de China y al día siguiente estableció relaciones diplomáticas con la República Popular de China. Tanto Portugal como la República Popular China reconocieron a Macao como territorio chino. La colonia permaneció bajo el dominio portugués hasta el 20 de diciembre de 1999, cuando fue transferida a China y se convirtió en la Región Administrativa Especial de Macao de la República Popular China. Esto marcó el final de casi 600 años de la era colonial europea.

## Contexto
Comerciantes portugueses se establecieron en Macao en la época de la dinastía Ming (1368-1644). En primer lugar se establece un punto de apoyo en 1535, aunque la participación de Portugal fue formalizada solo por la dinastía Qing en 1749, negociando un contrato de arrendamiento por el que Portugal pagaba un alquiler con derecho de uso del suelo, que garantizaba la soberanía China en Macao. A raíz de la Primera Guerra del Opio y Tratado de Nankín, el envalentonado gobernador portugués hizo un intento de gobernar a los ciudadanos chinos de Macao, expulsando a las autoridades Qing de Macao en 1846, pero el gobernador fue asesinado. Después de la Segunda Guerra del Opio, el gobierno portugués, junto con un representante británico, firmaron el Tratado Chino-Portugués de Pekín para que Portugal cooperara en la lucha contra el contrabando de opio. Portugal, apoyado por británicos, y aprovechando las masacres de las guerras del opio dejó de pagar el alquiler a China. 
Después de la fundación de la República Popular China en 1949, y su continuación de membresía en las Naciones Unidas en 1971, el ministro de Relaciones Exteriores Huang Hua de China apeló al Comité Especial de Descolonización de la ONU para eliminar a Macao (y Hong Kong) de su lista de colonias, prefiriendo las negociaciones bilaterales que termina en un retorno del territorio, en lugar del resultado esperado de independencia. En 1974, un golpe de estado en Portugal acabó con el régimen autoritario y corporativista del Estado Novo en Portugal. En el transcurso de un año, el gobierno de Portugal retiró sus tropas de Macao, retiró su reconocimiento de la República de China a favor de la República Popular, y comenzó las negociaciones para el retorno de Macao. Cuatro conferencias desde junio de 1986 a marzo de 1987 dio lugar a una declaración conjunta Sino-Portuguesa el 13 de abril de 1987 y la transferencia de soberanía el 20 de diciembre de 1999. Macao se concede un alto nivel de autonomía y el mantenimiento de su ordenamiento jurídico por la Ley Básica de Macao.

## Historia

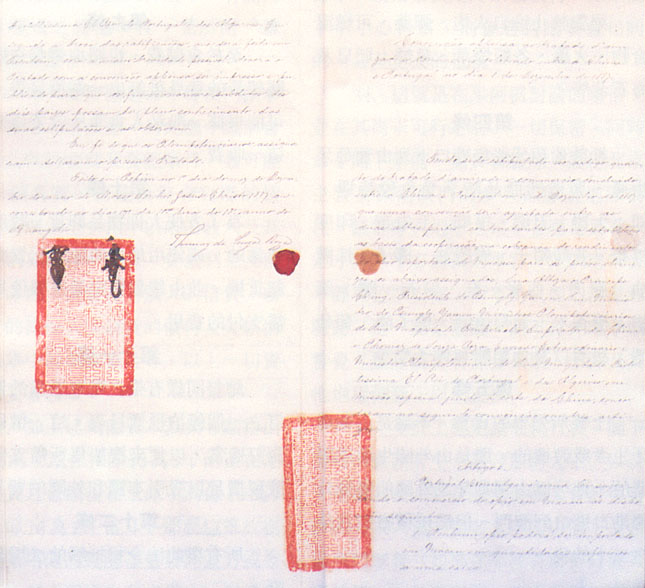
Tratado de Lisboa chino-portugués, que fue firmado en 1887.

Los mercantes portugueses comenzaron a establecerse en Macao ya en la dinastía Ming (que gobernó desde 1368 en adelante). En 1583, los residentes portugueses establecieron su propia asamblea para hacer cumplir la regla autónoma, sin el permiso del gobierno chino. Sin embargo, Portugal estaba obligada al pago a la dinastía Ming y más tarde, la dinastía Qing, 25 kilogramos (55 lb) de plata, como pago de alquiler, por el arrendamiento anual del uso del suelo de Macao, lo que garantizaba la soberanía de China sobre Macao. A causa de los colonos portugueses y de las actividades de la Wokou japonesa, la dinastía Ming estrechó su control sobre Macao, entre 1608 y 1614. En 1623, el gobierno portugués nombró a D. Francisco Mascarenhas como el gobernador de Macao. Al principio, el gobernador era sólo responsable de la defensa de Macao, y Fortaleza do Monte se construyó para este propósito. En 1749, el gobierno Qing emitió un conjunto completo de directrices para la administración portuguesa de Macao y la versión en portugués tallado en una estela en el Edifício do Leal Senado. Sin embargo, el Gobernador de Macao, el representante de Portugal, poco a poco se hizo cargo del poder del Senado.
Cuando el Tratado de Nanking se firmó en 1842 entre Gran Bretaña y China, el gobierno portugués pidió al gobierno Qing que le eximiera de la tierra de alquiler. Las autoridades Qing negaron la petición, pero mantuvieron las preferencias que se les dio ya a Portugal en el contrato de arrendamiento. Sin embargo, el 20 de noviembre de 1845, María II de Portugal declaró unilateralmente a Macao puerto libre en el que Portugal estuvo exento de renta de la tierra y permitió que los buques mercantes de otros países pudieran interactuar libremente en Macao. Después de que el nuevo gobernador de Macao, João Ferreira do Amaral, llegó en 1846, una serie de políticas coloniales fueron ejecutadas en Macao. En mayo de 1846, Amaral exigió que todos los residentes chinos en Macao pagaran impuestos. Las autoridades Qing de Macao inmediatamente protestaron contra la acción de Amaral y trataron de negociar. Sin embargo, a partir de 1849, Amaral, expulsó a todos los funcionarios Qing de Macao, destruyó la aduana Qing y dejó de pagar renta de la tierra al gobierno Qing. Acciones enfurecieron a los residentes chinos más, y Amaral fue asesinado el 22 de agosto de 1849.

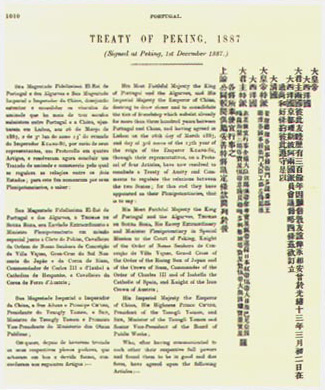
Pacto pacífico de comercio Sino-Portugués

En 1862, los gobiernos portugués y Qing firmaron el proyecto de Pacto de Paz y Comercio chino-portugués. Sin embargo, los portugueses tenían la intención de anexar Macao con este pacto. La intención fue descubierta y las negociaciones fueron detenidas. El tema no se había presentado de nuevo hasta 1886, cuando el representante portugués, junto con el representante británico, iniciaron negociaciones con el gobierno Qing, una vez más. Prometiendo que se comprometían a cooperar en la lucha contra el contrabando de opio, la dinastía Qing y los gobiernos portugués firmaron el Tratado chino-portugués de Pekín y el Pacto pacífico de comercio Sino-Portugués. Según este tratado, Portugal permanecería en Macao y lo administraría como cualquier otro territorio portugués con permiso de China.[cita requerida] Sin embargo, para evitar la pérdida total de la soberanía, el gobierno Qing se reserva el derecho de impedir que Portugal transfiera Macao a otro país. Si Portugal se va a la transferencia de Macao a otro país, se requeriría el permiso del gobierno chino.
Cuando el gobierno de la República Popular China obtiene su escaño en la Naciones Unidas como resultado de la Resolución 2758 en 1971, se comenzó a actuar diplomáticamente en cuestiones de soberanía de Hong Kong y Macao. El Premier chino Zhou Enlai estaba especialmente preocupado por los problemas, y el representante chino de la ONU, Huang Hua, enviado de las Naciones Unidas de De-colonización Comité de Estado el punto de vista del gobierno chino: "Hong Kong y Macao son territorios chinos capturado por Gran Bretaña y Portugal, y el acto de resolver los problemas de Hong Kong y Macao se encuentra dentro del rango de la soberanía de China. Estas cuestiones se acerca a China como un Estado soberano en la restauración de su la soberanía en los territorios que fueron capturados, y son diferentes de los números regulares dentro del rango de colonización, y no son definitivamente sobre la concesión de la independencia. "[cita requerida] El mismo año, el 8 de noviembre, la Asamblea General de Naciones Unidas aprobó la resolución sobre la eliminación de Hong Kong y Macao de la lista oficial de las colonias. Esto creó las condiciones para el gobierno chino para resolver las cuestiones de soberanía de Hong Kong y Macao, con toda tranquilidad.
El 25 de abril de 1974, un grupo de oficiales portugueses de bajo rango organizó un golpe de Estado, derrocando al gobierno derechista de turno que había estado en el poder durante 48 años. El nuevo gobierno comenzó el proceso de democratización. El nuevo Gobierno portugués llevó a cabo políticas de descolonización, y propuso la entrega de Macao a China.
El 31 de diciembre de 1975, el gobierno portugués se retiró a sus tropas restantes de Macao. El presidente António Ramalho Eanes asistió a la Asamblea General de las Naciones Unidas un año más tarde, y discutió con el representante chino, Huang Hua, el establecimiento de relaciones diplomáticas entre Portugal y China, y las cuestiones de Macao. Después de dos años de discusiones, el gobierno portugués decidió romper relaciones diplomáticas con la República de China el 8 de febrero de 1979, y estableció relaciones diplomáticas con la República Popular de China al día siguiente. Portugal y la República Popular de China reconoció que el territorio de Macao de China, y la hora exacta de su retorno y otros detalles que se discutirá más adelante entre los dos lados.
Después de Portugal y la República Popular de China estableció formalmente relaciones diplomáticas, los funcionarios de los dos países comenzaron a visitarse mutuamente. En marzo de 1980, el Gobernador de Macao, Viriato Nuno Tavares de Melo Egídio, aceptó una invitación de Pekín, y visitó China. Como la relación entre Portugal y China se han desarrollado, sus jefes de Estado comenzaron a visitar los demás también. En noviembre de 1984, el Presidente de la República Popular China, Li Xiannian, hizo una visita a Portugal y se reunió con el Presidente de Portugal, António Ramalho Eanes, para intercambiar opiniones sobre las cuestiones de Macao. En mayo de 1985, Eanes devolvió el favor de visita en China y se reunió con el líder de facto de China Deng Xiaoping, y expresó su deseo de resolver los problemas de Macao en una manera amistosa.
Gran Bretaña y China llegaron a un consenso sobre la cuestión de la soberanía de Hong Kong, que fue más complejo en su naturaleza. El consenso incluye el proyecto de la Declaración Conjunta Sino-Británica. Del mismo modo, las relaciones chino-portuguesas se desarrollaron de manera constante, y la solución de la cuestión de Macao a través de la negociación se hizo poco a poco posible.

## Las conversaciones
El 20 de mayo de 1986, la República Popular de China, junto con Portugal, anunció oficialmente que las conversaciones sobre asuntos de Macao se iniciarán el 30 de junio en Pekín. La delegación portuguesa llegó a Pekín en junio, y fue recibido por la delegación china encabezada por Zhou Nan. En el discurso de bienvenida, se dijo que la «negociación entre China y Portugal en los asuntos de Macao va a ser una conversación entre dos interlocutores, no dos oponentes.» Las negociaciones entre China y Portugal sobre Macao comenzó oficialmente.
Las conversaciones consistieron en cuatro sesiones, todas realizadas en Pekín:
- Primera conferencia: junio 30 - julio 6, 1986
- Segunda conferencia: septiembre 9-10, 1986
- Tercera conferencia: octubre 21-22, 1986
- Cuarta conferencia: marzo 18-23, 1987

El 13 de abril de 1987, la Declaración sobre la Cuestión de Macao fue firmada por los primeros ministros de Portugal y China en Pekín. La declaración fue ratificada ese mismo año por ambos países.

## La transición
Los doce años entre la firma de la Declaración «Chino-Portuguesa» el 13 de abril de 1987 y la transferencia de soberanía el 20 de diciembre de 1999 conocida como «la transición».
El 15 de enero de 1988, el Departamento de Asuntos Exteriores de China anunció a los miembros de los grupos de chinos que se iniciaría la conversación sobre los asuntos de Macao durante la transición. El 13 de abril, el «Draft of the Basic Law of the Macau Special Administrative Region Committee» se estableció durante el séptimo Congreso Nacional Popular, y el 25 de octubre, el comité convocó la primera conferencia, en el que se aprobó el esquema general del proyecto y los pasos, y decidió organizar el proyecto «Comité Informativo de la Redacción de la Ley Fundamental de la Región Administrativa especial de Macao». El 31 de marzo de 1993, el Congreso Nacional del Pueblo aprobó la resolución sobre la Ley Básica de Macao, que marcó el inicio de la última parte de la transición.

## La transferencia

Escudo actual de Macao.

En la tarde del 19 de diciembre de 1999, el 127 gobernador portugués de Macao Vasco Joaquim Vieira Rocha bajó las banderas en Macao, que fue el preludio de la ceremonia para el establecimiento de la Región Administrativa Especial de Macao. La transferencia oficial de la soberanía se celebró en la medianoche de ese día en el Centro Cultural de Macao Jardín. La ceremonia se inició en la noche y terminó en la madrugada del 20 de diciembre.
La noche del 19 de diciembre se inició con la danza del dragón y león. Estas fueron seguidas por una presentación de los acontecimientos históricos y las características de Macao, que incluía una mezcla de las religiones y las razas de Oriente y Occidente, y el único de la sociedad portuguesa nacidos en Macao. En la actuación final, 422 niños que representaban a los 422 años de historia de Portugal en Macao fueron presentados junto con varias estrellas internacionales para interpretar la canción «Praise for Peace».

## Influencia
La transferencia de la soberanía de Macao fue un acontecimiento histórico significativo en Macao, ya que significaba el regreso de Macao a la plena jurisdicción de la República Popular de China, que así recuperaba el control del último enclave europeo en el país. Debido a la transferencia y que la idea de un país, dos sistemas fue considerada para tener éxito, la Región Administrativa Especial de Macao, el Asamblea Legislativa y el Poder Judicial fueron puestos en práctica en consecuencia del Reglamento de la Ley Fundamental.
El crecimiento constante de la Región Administrativa Especial de Macao contó con el apoyo del gobierno de China. Desde el establecimiento de la región, la seguridad pública ha mejorado[cita requerida] y el gobierno central incluso ha designado a Macao como "ciudad para la expansión del turismo" relacionado con los juegos de azar. La introducción de la política del Individual Visit Scheme ha hecho más fácil para los chinos residentes en el continente para viajar de ida y vuelta. Sólo en 2005, había más de 10 millones de turistas de China continental, que constituyeron el 60% del número total de turistas en Macao. Los ingresos procedentes de las casas de juego en Macao llegó a casi 5600 millones USD. El 15 de julio de 2005, el Centro Histórico de Macao fue clasificado como Patrimonio de la Humanidad. El creciente desarrollo del turismo se convirtió en un factor importante en el rápido desarrollo de la economía de Macao.[cita requerida]
Para Portugal, la transferencia de la soberanía de Macao a China marcó el final del imperio ultramarino portugués, tras cinco siglos de existencia, con la entrega de su última posesión colonial, y el final de su proceso de descolonización. 